# Stilobezzia harurii
Stilobezzia harurii är en tvåvingeart som beskrevs av Boorman och Harten 2002. Stilobezzia harurii ingår i släktet Stilobezzia och familjen svidknott. Inga underarter finns listade i Catalogue of Life.